# Anārestānak
Anārestānak (persiska: انارستاتک) är en ort i Iran.   Den ligger i provinsen Khorasan, i den nordöstra delen av landet, 600 km öster om huvudstaden Teheran. Anārestānak ligger 1 685 meter över havet och antalet invånare är 324.
Terrängen runt Anārestānak är kuperad österut, men västerut är den platt.Runt Anārestānak är det mycket glesbefolkat, med 5 invånare per kvadratkilometer. Närmaste större samhälle är Sanū, 18,1 km öster om Anārestānak. Trakten runt Anārestānak är ofruktbar med lite eller ingen växtlighet.